# Gustav Hartwig (Architekt)
Gustav Hartwig (* 6. April 1908 in Zielitz; † 27. August 1991 in Magdeburg) war ein deutscher Architekt und Baumeister.

## Leben und Werk
Gustav Hartwig wuchs in Zielitz auf. Der gelernte Zimmerer besuchte von 1925 bis 1929 die Staatliche Baugewerkschule in Magdeburg und legte im Jahr 1935 die Baumeisterprüfung mit Auszeichnung ab. Er war bis 1946 im Architekturbüro von Paul Schaeffer-Heyrothsberge als Bauführer und später als Abteilungsleiter tätig. Danach war er bis 1950 als freischaffender Architekt tätig.
Gustav Hartwig war zunächst Produktionsleiter und später Chefarchitekt im VEB Industrieprojektierung Magdeburg, der im Jahr 1968 mit dem VEB Industriebau-Kombinat fusionierte. Hartwig erstellte in der Industrieprojektierung ausschließlich kollektive Gemeinschaftsprodukte, wie z. B. für das Niederschachtofenwerk Calbe (Saale) (1952–1955), das Faserplatten-Werk Zielitz (1955–1957), das Schwermaschinenbaukombinat Karl Liebknecht Magdeburg (1956), für die Kulturhäuser in Harbke und Genthin (1956–1957), für die Füllhalterfabrik Wernigerode (1970–1971) und für das Kaliwerk Zielitz (1971–1973).
Von 1953 bis 1990 gehörte Hartwig dem Bund deutscher Architekten (BDA) an und war Mitglied der Zentralen Projektierungskommission sowie auch Vorstandsmitglied der Zentralen Fachgruppe Industriebau.
Unter der Leitung von Hartwig wurde zudem das gesamte Silo-Anlagen-Programm für die Landwirtschaft in der DDR bearbeitet. Hartwig ging im Jahr 1973 in den Ruhestand und starb 1991 im Alter von 83 Jahren in Magdeburg.
| Personendaten    | Personendaten                      |
| ---------------- | ---------------------------------- |
| NAME             | Hartwig, Gustav                    |
| KURZBESCHREIBUNG | deutscher Architekt und Baumeister |
| GEBURTSDATUM     | 6. April 1908                      |
| GEBURTSORT       | Zielitz                            |
| STERBEDATUM      | 27. August 1991                    |
| STERBEORT        | Magdeburg                          |